# Тамян
Тамянът (на арабски: лубан) е ароматната смола, стичаща се от кората на дърветата от род Босвелия (Boswellia). Смолата се използва за производство на обреден тамян, но също така в парфюмерията и козметиката. Тамянът е споменат в Библията и други свещени книги като един от трите подаръци от влъхвите, които получава новороденият Иисус Христос.

## Растението тамян
Съществуват няколко вида и сортове тамянови дървета, всяко произвеждащо малко по-различен вид смола. Основните видове, от които се добива качествен материал, са 4: Сакра (Индийски тамян), Картерии (от Сомалия и Йемен), Папирифера (Етиопия, Сомалия) и Фререана. Съществуват някои неизучени и рядко срещани видове. Вътре в самите видове разликите в почвата и климата създават още по-голямо разнообразие от растителни смоли. 
Дърветата Boswellia sacra и carterii могат да виреят в сурови условия почти без почва, направо от огромни скали. Причината за прикрепването на тези растения към скалите е неизвестна, но то е придружено с луковица към стеблото на растението. Тази форма на растеж предпазва растението да не бъде изкоренено от скалата по време на силни бури, които са често явление в районите, където то вирее.

## Описание на добива
Добивът и търговията със смола са добре развивани в продължение на хилядолетия. Най-добра и качествена смола се произвежда в Сомалия, откъдето се снабдява Римокатолическата църква.Изключително голям дял от добиваната сурова смола се преработва чрез водно-парна дестилация. Така се извлича високо цененото етерично масло „Frankincense“. В Европа най-големите дестилерии за преработка на суров тамян се намират в България и Великобритания. В Азия съответно те са в Индия и Китай.
Дърветата започват да произвеждат смола, когато станат на 10 години. Ваденето на сока от дърветата се прави два до три пъти годишно като последните нарези произвеждат най-добрите сълзи заради тяхното високо ароматно терпеново, сесквитерпеново и дитерпеново съдържание. Тамянът се извлича чрез внимателно набраздяване с нож на кората на дървото. Това се нарича „вадене на сок“ и позволява на смолата да потече навън и да се втвърди от слънчевите лъчи. Тези втвърдени парченца растителна смола се наричат сълзи. Разликите в състава зависят от сорта и времето на беритбата. Смолите се разпределят ръчно. Като цяло по-непрозрачните смоли са с най-доброто качество.